# Hüls (Marl)
Hüls ist ein Stadtteil von Marl im Kreis Recklinghausen, Nordrhein-Westfalen, der nach der gleichnamigen Bauerschaft der früheren Landgemeinde Recklinghausen benannt ist, auf deren Boden er liegt. Hüls, wie es heute interpretiert wird, schließt auch den Westteil bzw. ehemaligen Dorfkern Lenkerbecks Alt-Lenkerbeck ein. Der Stadtteil hat eine Fläche von rund 5,5 km², auf der etwa 16.000 Menschen leben, was eine Einwohnerdichte von knapp 3000 Einwohnern pro km² ergibt.

## Lage und Grenzen
Hüls liegt östlich der geographischen Mitte Marls. Westgrenze ist zu großen Teilen der Loemühlenbach, Nordostgrenze der Silvertbach, südliche Ostgrenze die A 43 und Südgrenze der Löntroper Grenzweg, verlängert um Lipperandstraße, Overlheider Weg und Loemühlenweg.
Während viele alte Quellen den Loemühlenbach als Westgrenze der Bauerschaft wie auch der Landgemeinde Recklinghausen angeben, verlief sie laut Kreiskarte von 1845 südlich der Mündung des Freerbruchbachs zunächst bachaufwärts diesem entlang, dann über den Lipper Weg zum Loekampbach, nördlich der heutigen Straße Krimpenbruch dann wieder zum Loemühlenbach. Demnach lägen die Trainings- und Tennisanlagen des TSV Hüls – wie auch die Loemühle – noch in Drewer, ebenso ganz knapp die Paracelsusklinik. Heute interpretiert man sie wohl als knapp in Hüls liegend.
Hüls grenzt im Norden an Marl-Hamm, im Westen an Drewer, im Süden an Löntrop und im Osten an Sinsen-Lenkerbeck.

## Siedlungsentwicklung

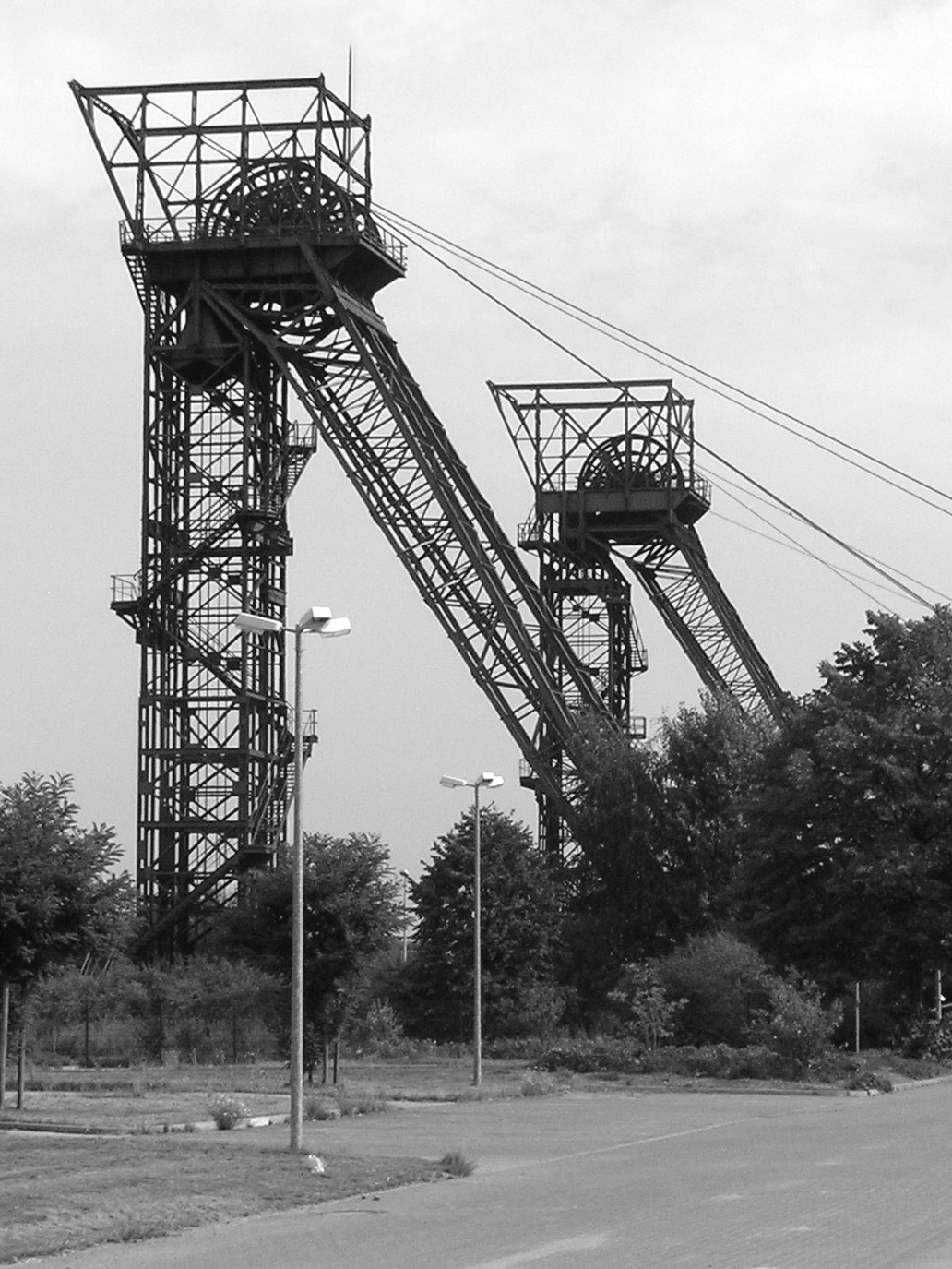
Fördertürme der Schächte I und II

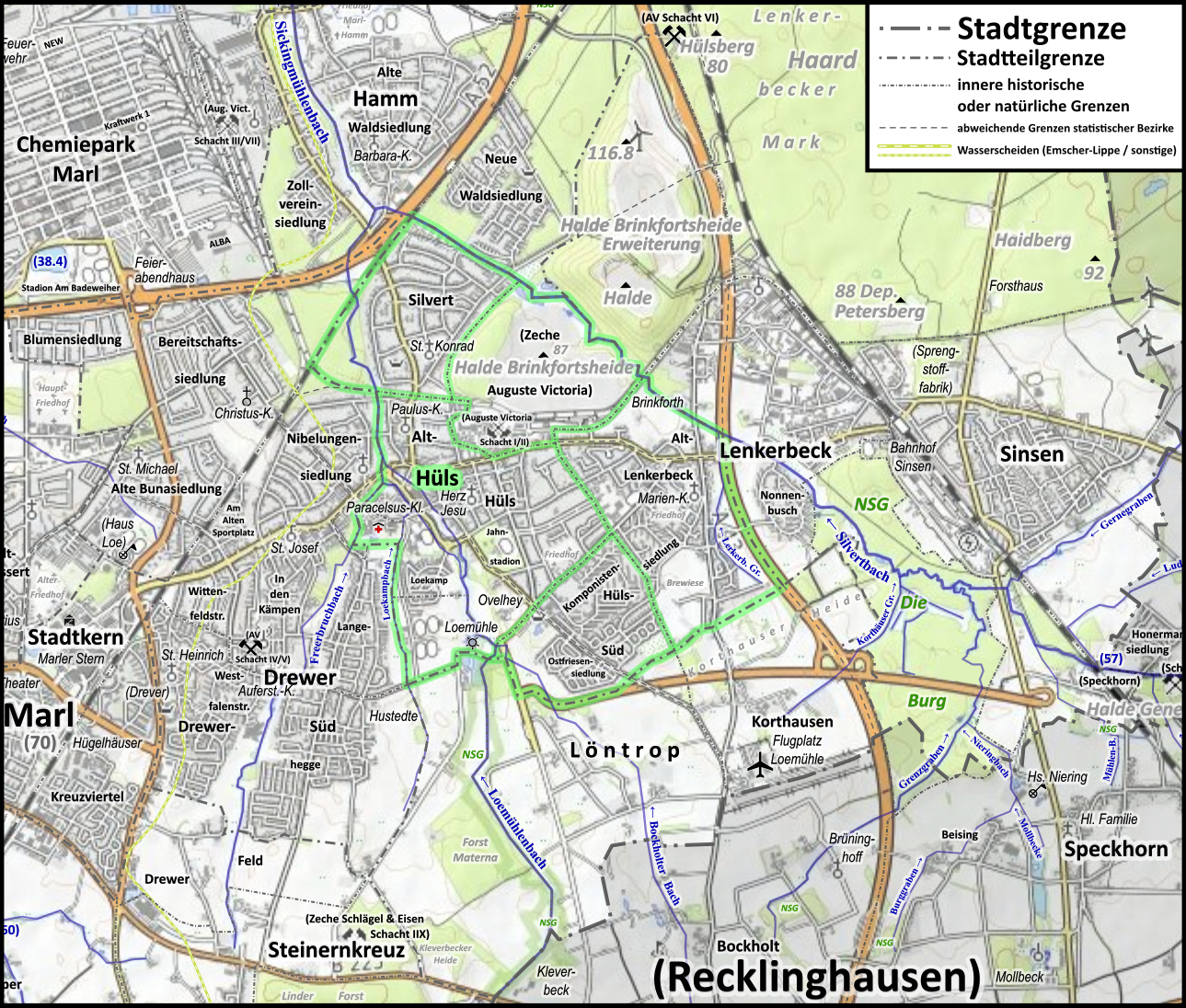
Karte des Stadtteils Hüls

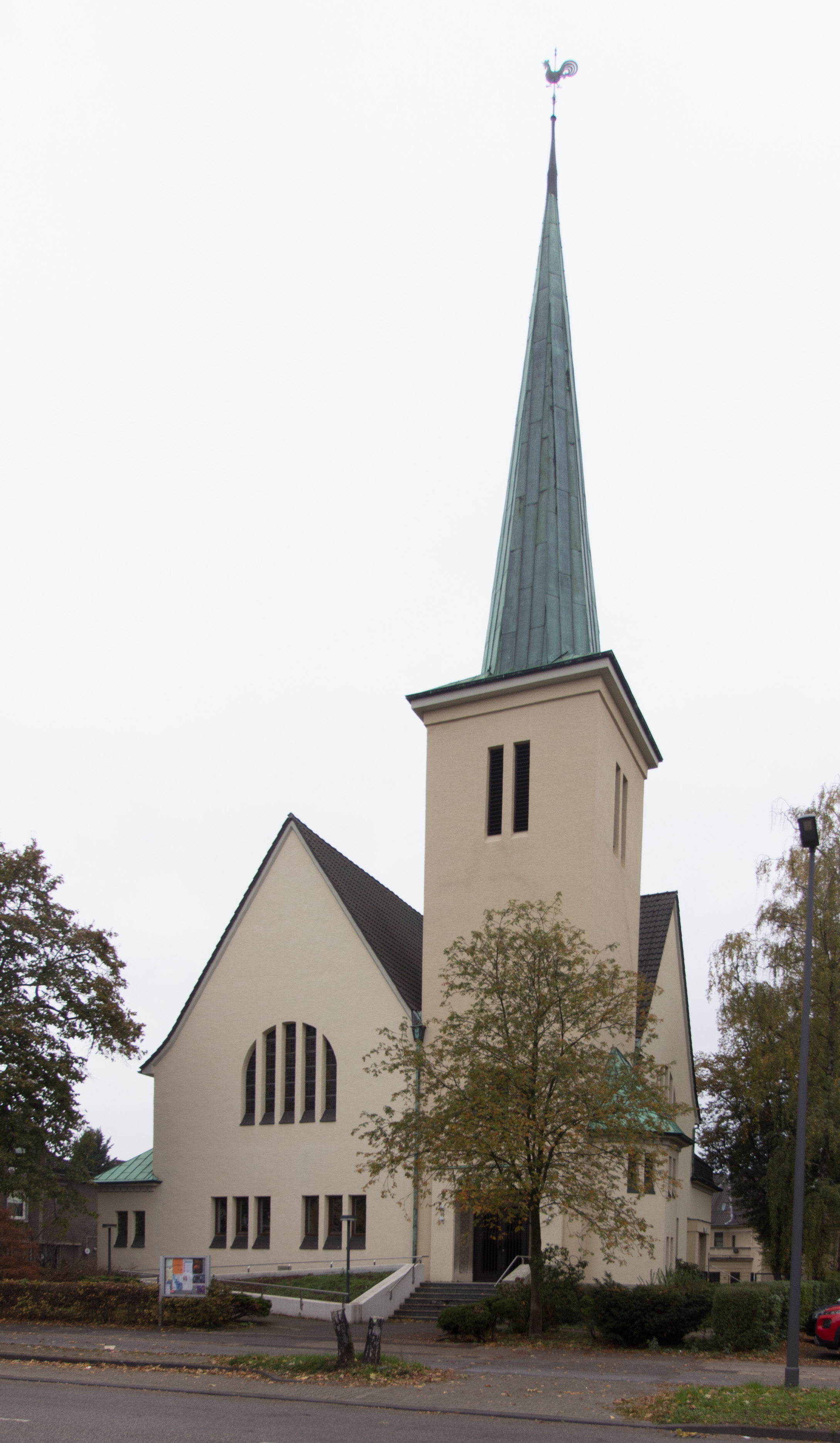
Pauluskirche

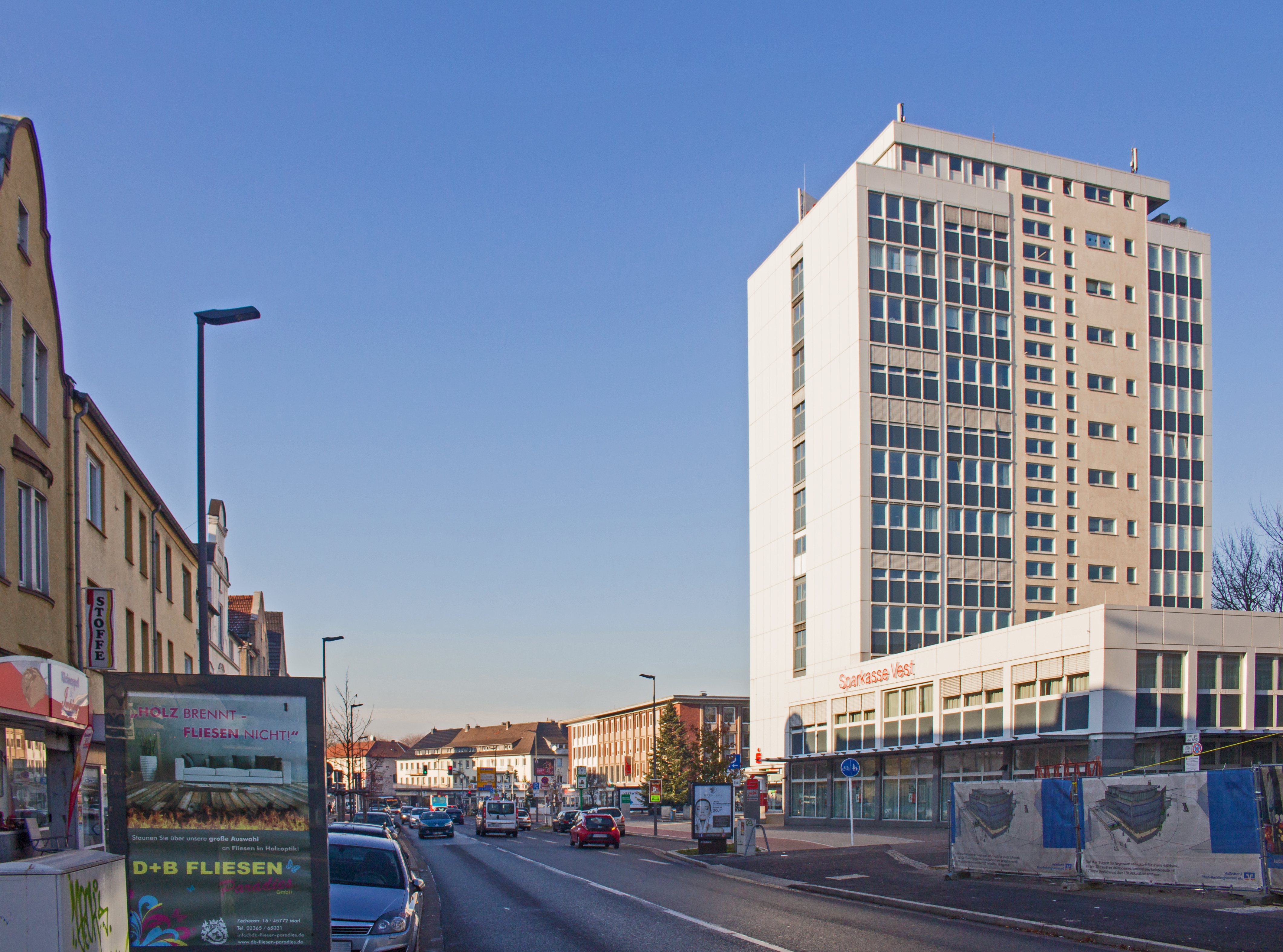
Hüls’ Zentrum an der Victoriastraße

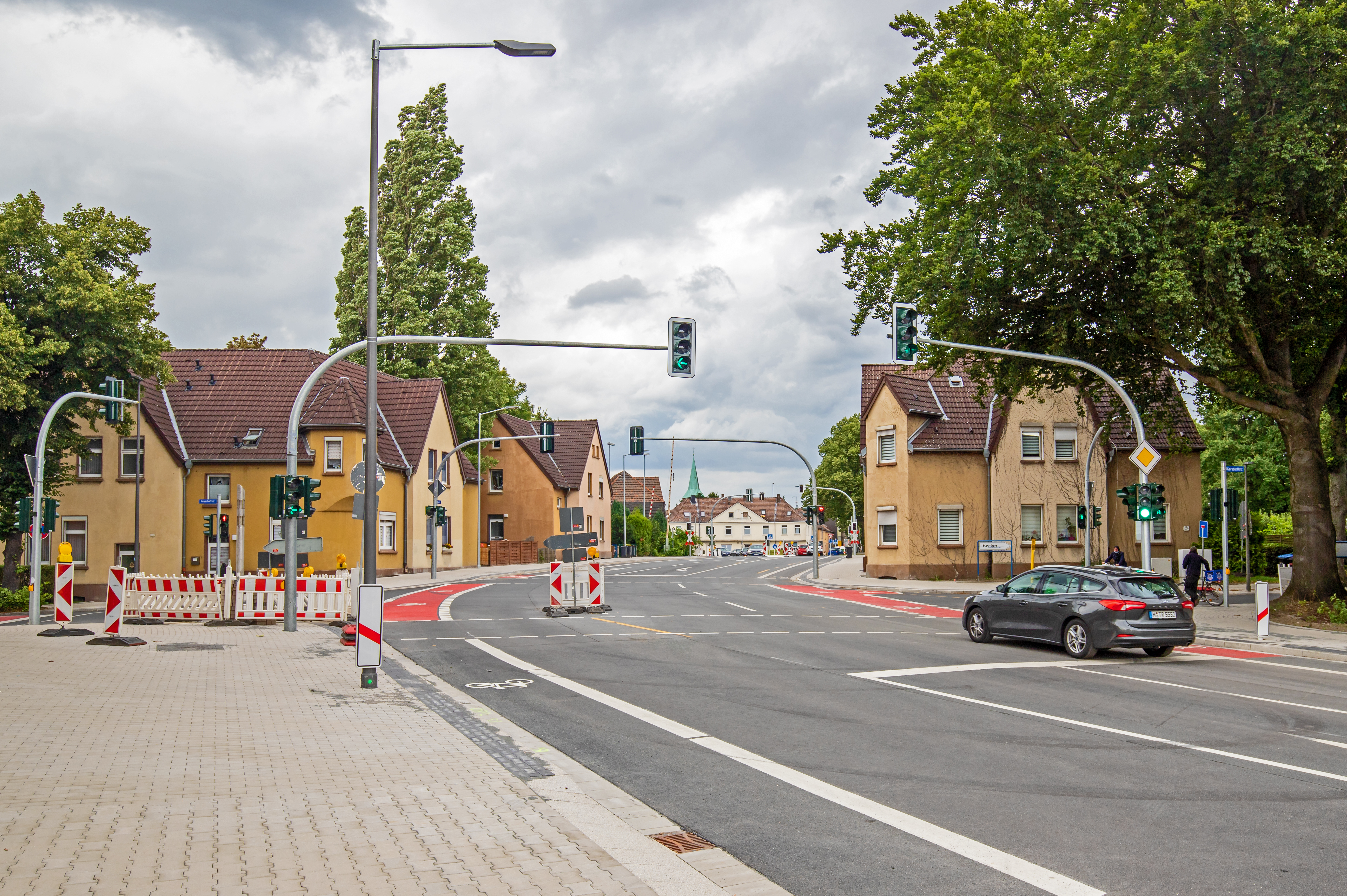
Die Römerstraße an der Pforte zur Silvertsiedlung (Hintergrund, mit Helm von St. Konrad)

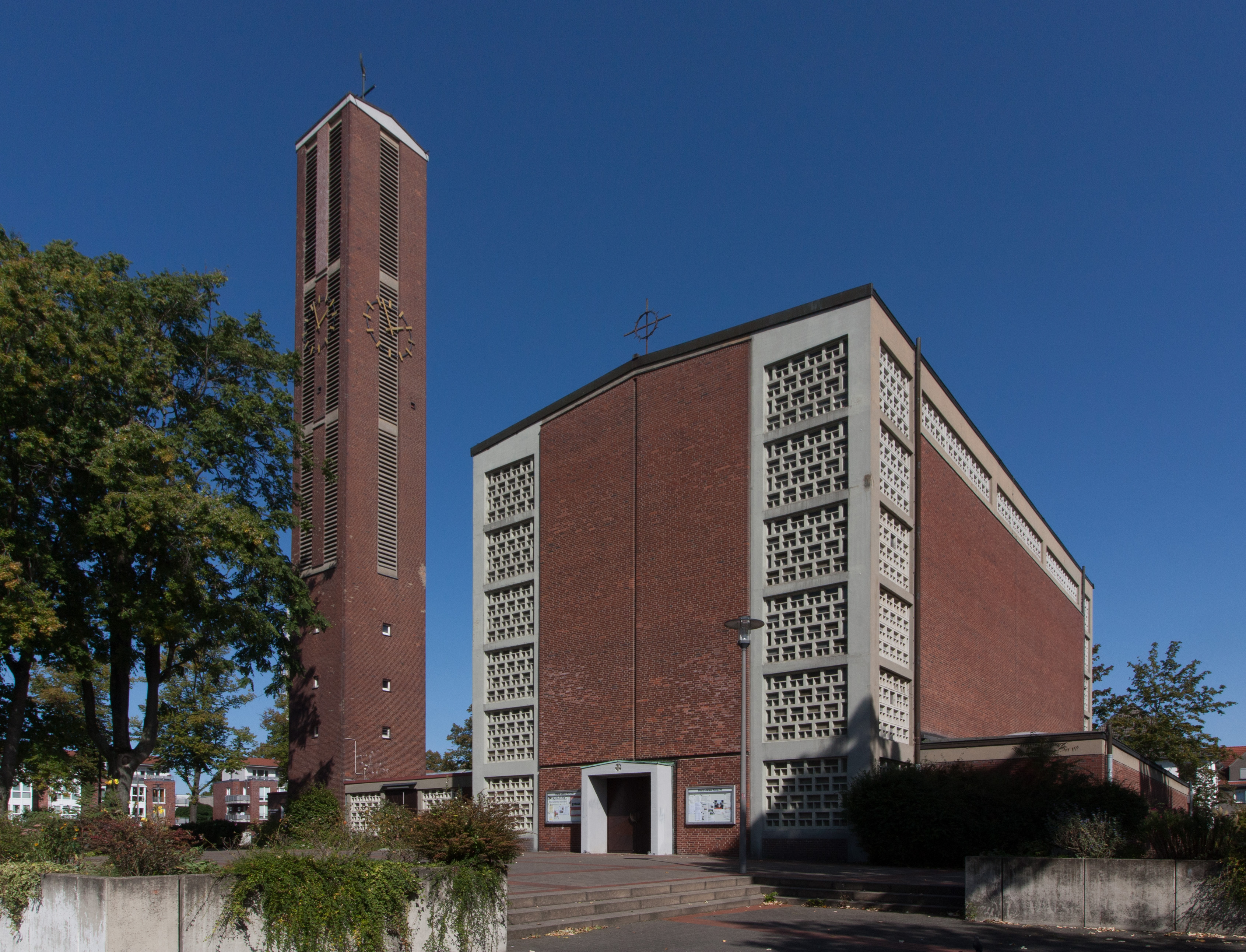
Herz Jesu

Die Entstehung von Hüls als stadtähnlicher Siedlung ist eng verknüpft mit der Zeche Auguste Victoria, die sich auch etwas auf die östlich angrenzende Bauerschaft Lenkerbeck, bis dato die größere und bedeutendere Bauerschaft, erstreckte. Während auf dem Messtischblatt von 1913 im Vergleich zur Preußischen Erstaufnahme fast nur die Zeche hinzugekommen ist, zeigt das Messtischblatt von 1921 Hüls inklusive der Silvertsiedlung nördlich der Bahngleise dicht bebaut. Im unmittelbar westlich angrenzenden Teil von Drewer war auch zehn Jahre später lediglich die Heyerhoffstraße kolonieartig bebaut (zwischen 1921 und 1925), ansonsten war das Gebiet unmittelbar westlich des Loemühlenbachs, wie auch Lenkerbeck weitgehend, bauerschaftlich geblieben. Hüls und das deutlich südwestlich gelegene Brassert, das als Kolonie der Zeche Brassert entstanden war, waren zu diesem Zeitpunkt deutlich einwohnerstärker als das alte Dorf Alt-Marl und bildeten die beiden eigentlichen Zentren der Stadt.
1926 wurden die Bauerschaften Hüls, Lenkerbeck und Löntrop (einschließlich Korthausens) aus der Landgemeinde Recklinghausen sowie Sinsen-West aus der früheren Gemeinde Oer per Gesetz über die Neuregelung der kommunalen Grenzen im rheinisch-westfälischen Industriebezirke nach Marl eingemeindet. Bereits zwischen 1907 und 1913 war Hüls indes offenbar um das Gebiet südlich des Ovelheider Wegs vergrößert worden, das im Messtischblatt von 1907 noch als „zu Löntrop“ ausgewiesen war, 1913 aber dann „zu Hüls“; es steht zu vermuten, dass bereits um 1910 Kolonien in der heutigen Komponistensiedlung geplant waren und die Umwidmung dem Zweck diente, das namentliche Löntrop bauerschaftlich zu erhalten, wie es bis heute noch der Fall ist.
1938 wurde der heutige Chemiepark Marl unter dem etwas irreführenden Namen Chemische Werke Hüls in deutlicher Entfernung von Hüls, aber nicht weit entfernt von der Silvertsiedlung auf dem Gebiet der Bauerschaft Lippe bzw. vor allem auf deren östlicher Teilbauerschaft Oelde angelegt. Dadurch bedingt entstanden im Norden Drewers, zwischen Hüls und dem Chemiewerk, bis zum 2. Weltkrieg zahlreiche Kolonien, während die Besiedelung Lenkerbecks nur allmählich anstieg; zu diesem Zeitpunkt war lediglich Am Steigerturm im Süden eine kleine Kolonie entstanden (nach 1931) und die Lenkerbecker Teile von Droste-Hülshoff-Straße (Nordseite vor 1931) und Victoriastraße (nebst Am Alten Pütt und der Kniestraße an einem früheren Knie des Silvertbachs) setzten Hüls nach Osten fort.
Erst nach dem Krieg schlossen sich, insbesondere in der Komponistensiedlung südlich des Ovelheider Wegs allmählich die Lücken zwischen Alt-Hüls und Alt-Lenkerbeck, wobei noch im Jahr 1966 die Komponistensiedlung praktisch nur aus dem Lenkerbecker Teil bestand, der zeitgleich mit dem Nonnenbusch im heutigen „Sinsen-Lenkerbeck“ entstanden war.
Mit dem Bau der A 43 in der 2. Hälfte der 1970er war Lenkerbeck endgültig zweigeteilt in einen mit Hüls und einen mit Sinsen verwachsenen Teil, weshalb man heute Alt-Lenkerbeck als einen Teil des Stadtteils Hüls interpretiert. Kurz zuvor war das Gymnasium am Loekamp errichtet, erst in jüngerer Zeit entstanden die Loekampsiedlung südlich der Schule und die Ostfriesensiedlung östlich der Loemühle.

## Teil-Stadtteile
Im Norden trennt die Bahnlinie die Silvertsiedlung ab, südöstlich daran anschließend liegt das ehemalige Zechengelände mit der alten Halde Brinkfortsheide auf dem Gebiet der früheren Heidelandschaft dieses Namens. Quer über diese Heide und dann nach Süden der Georg-Herwegh-Straße folgend verlief die Grenze zwischen Hüls und Lenkerbeck, westlich des Weges endete Alt-Hüls am Ovelheider Weg.
Die sich südöstlich des Ovelheider Wegs anschließende eher mittelalte Komponistensiedlung im Südosten von Hüls liegt im Südwestteil auf dem erst später von Löntrop hinzugekommenen Gebiet von Hüls-Süd, ihr Nordosten auf Alt-Lenkerbecker Gebiet ist durchmischt mit deutlich älteren Teilen Lenkerbecks wie Friedhof, Marienkirche und der alten Kolonie Am Steigerturm.
Die neuen kleinen Siedlungen am Loekamp (Südwesten von Alt-Hüls) und Ostfriesen- (Südwesten von Hüls-Süd) stehen einzeln, zwischen ihnen liegt der alte Hof Ovelhey. Sie sind im statistischen Bezirk „Auf Höwings Feld“ vermengt mit dem bauerschaftlichen Löntrop und dem ländlichen Südosten Drewers, der statistische Bezirk „Komponistensiedlung“ umfasst ferner das bauerschaftliche Korthausen mit dem Flugplatz Marl-Loemühle.
Hüls-Süd im Sinne des neueren Gebiets im Süden ist nicht zu verwechseln mit dem gleichnamigen statistischen Über-Bezirk der Stadt Marl, der offenbar, analog wie in Drewer (auch dort gibt es einen statistischen Südteil, der vom historischen abweicht), abgegrenzt wurde, um Bezirke mit um 10.000 Einwohnern zu erhalten. Die Victoriastraße, die als Grenze zwischen „Hüls-Nord“ und „Hüls-Süd“ im statistischen Sinne genommen wird, ist die zentrale Verkehrsachse von Ost nach West, deren beide Seiten gleichzeitig bebaut wurden.

## Bauwerke

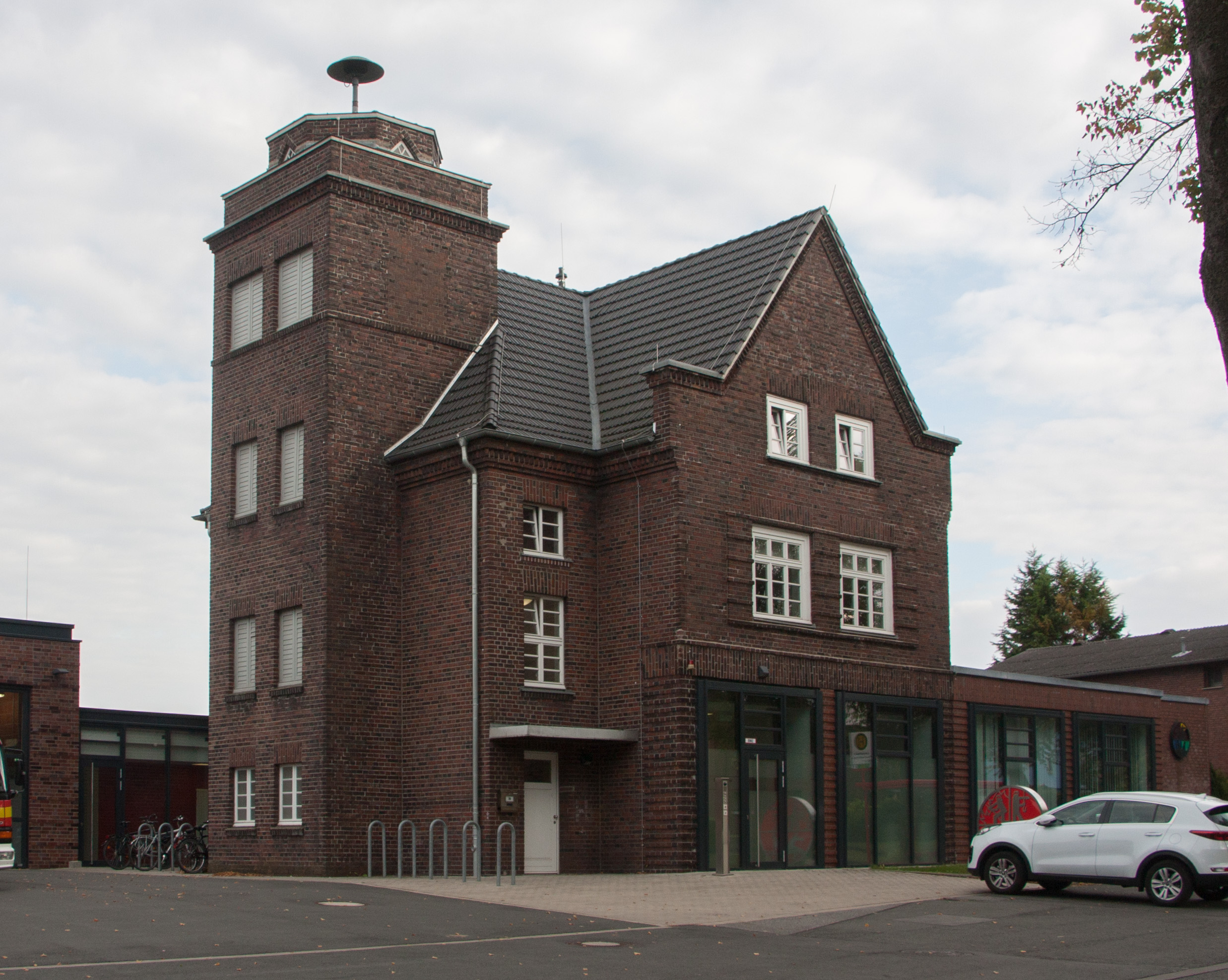
Feuerwehrgerätehaus von 1928 in Alt-Lenkerbeck

Die evangelische Pauluskirche wurde 1914 eingeweiht. Die katholische, 1959 eingeweihte Herz-Jesu-Kirche ist inzwischen baufällig. Sie liegt zentral unmittelbar am Marktplatz in nächster Nähe zu den Fußgängerzonen an Hüls- und Trogemannstraße. Interpretiert man die nah westlich des Zentrums liegende Paracelsus-Klinik als noch in Hüls liegend, ist sie wohl die heute wichtigste Einrichtung des Stadtteils.

## Verkehr
Die VRR-Buslinien 220, 222, 223, 225, 226, 227 und NE6 der Vestischen Straßenbahnen erschließen den Stadtteil.
| Linie | Verlauf | Takt (Mo–Fr)                                                                           |
| ----- | --- | -------------------------------------------------------------------------------------- |
| 220   | Recklinghausen Hbf – Nordviertel – Speckhorn – Marl-Sinsen – Sinsen Bf – Lenkerbeck – Hüls – Drewer – Marl Mitte                                                                            | 30 min                                                                                 |
| 222   | Marl-Sinsen – Sinsen Bf – Lenkerbeck – Hüls – Drewer – Marl Mitte – Alt-Marl – Polsum Ehrenmal – Gelsenkirchen-Hassel – Gelsenkirchen-Buer Nord Bf – Gelsenkirchen-Buer Rathaus             | 30 min                                                                                 |
| 223   | Recklinghausen Hbf – Nordviertel – Marl-Löntrop – Lenkerbeck Feuerwehrhaus – Hüls-Süd – Drewer – Chemiepark Marl – Marl Mitte                                                               | 30 min                                                                                 |
| 225   | Marl Mitte – Drewer Süd – Hüls − Marl-Hamm – Hamm Bf – Hamm Waldsiedlung (– Sickingmühle) abends als Taxibus bis Sickingmühle                                                               | 30 min                                                                                 |
| 226   | Marl Mitte – Drewer – Hüls – Lenkerbeck – Sinsen Bf – Sinsen – Oer-Mitte – Oer-Erkenschwick Berliner Platz                                                                                  | 60 min                                                                                 |
| 227   | Dorsten-Hervest Dorfstr. – Alt-Marl Riegestr. – Brassert – Marl Mitte – Drewer − Hüls – Marl-Hamm – Marl-Sickingmühle – Hamm-Bossendorf – Haltern am See Kärntner Platz – Haltern am See Bf | 60 min (Dorsten–Alt-Marl) 30 min (Alt-Marl–Sickingmühle) 60 min (Sickingmühle–Haltern) |
| NE6   | Marl Mitte – Drewer – Hüls – Lenkerbeck – Sinsen Bf – Sinsen NachtExpress: In den Nächten von Freitag auf Samstag, Samstag auf Sonntag und vor Feiertagen                                   | 60 min                                                                                 |

## Vereine
Der TSV Marl-Hüls ist tatsächlich in Hüls ansässig (Jahnstadion), während der VfB Hüls mehr oder weniger der Werksverein der Chemischen Werke Hüls ist.

## Globale Quellen
- Topographische Karte der Kreise des Regierungs-Bezirks Muenster, Blatt 08 - Kreis Recklinghausen (1845)
- Preußische Uraufnahme, Blätter Marl und Recklinghausen (1842)[3]
- Preußische Neuaufnahme / Messtischblätter
  - Blatt Marl 1892[3] / 1894 / 1907 / 1913 / 1921[7] / 1925[8] / 1931 / „1936–1845“(≈1942)[3] / 1942 / 1949 / 1953 / 1959 / 1966 / 1972 / 1976 / 1980 / 1989 / 2000
  - Blatt Recklinghausen 1892[3] / 1894 / 1907 / 1921 / 1926 / 1931 / „1936–1845“[3] / 1942 / 1949 / 1959 / 1972 / 1980 / 1989 / 2000
- Karte des Deutschen Reiches 1 : 100.000, Ende 19. Jahrhundert (nebenstehend)
- Topographische Übersichtskarte des Deutschen Reichs 1 : 200.000, Blatt Wesel 1939[9][10]
- Karte der Stadtteile Marls zwischen 1841 und 1975[11]
- Karte der statistischen Bezirke Marls, Stand April 2010[4]